# Joop Piller
Joseph (Joop) Piller (Amsterdam, 12 maart 1914 - Mallorca, 8 januari 1998) was een Nederlandse verzetsstrijder in de Tweede Wereldoorlog. Piller, die uit Joods gezin uit Amsterdam kwam, werkte in de oorlog samen met de Engels Nederlandse geheim agent Dick Kragt bij de opvang en terugkeer naar Engeland van neergestorte geallieerde piloten, maar vooral van geallieerde soldaten na de mislukte operatie Market Garden, de Slag om Arnhem, in september 1944

## Levensloop

### Onderdak verleend aan Joodse vluchtelingen
Piller trouwde in 1939 met de niet-Joodse Liesje (Elisabeth Clasina) Veldman (1911-1991). Voor de uitbraak van de Tweede Wereldoorlog hadden zij al meerdere keren onderdak verleend aan Joodse vluchtelingen uit Duitsland, waaronder communisten. Een van die vluchtelingen hielp hen in 1941 aan  vervalst persoonsbewijzen. Begin 1942 vond er een arrestatiegolf plaats onder de mensen die eerder onderdak hadden verleend aan gevluchte Duitse communisten. Piller werd aangehouden, maar na een aantal dagen weer vrijgelaten omdat de SD-er die zijn zaak behandelde een "toegeeflijke bui" zou hebben gehad en vond dat Piller op zijn broer leek.

### Onderduiker
Samen met zijn vrouw en jonge dochtertje dook Piller vervolgens onder in een verlaten vakantiekamp bij een theehuis van een vriend in Emst. Hij haalde zelf daarna meerdere Joodse kinderen uit Amsterdam die hij liet onderduiken in het vakantiekamp, of onderbracht bij gezinnen. Via de verzetsman Jacobus van den Boogert kregen ze bonkaarten.

### Samenwerking met Dick Kragt
In de zomer van 1943 werd de geheim agent Dick Kragt bij Vaassen gedropt. Hij had het adres van Van den Boogert meegekregen als contactadres. Kragt landde in de tuin van een NSB'er. Hij slaagde erin te ontkomen en uiteindelijk het adres van Van den Boogert te bereiken. Daarbij verloor hij wel zijn zender. Van den Boogert was al druk met het verzorgen van tal van onderduikers. Daarom viel het besluit dat Piller Kragt zou gaan assisteren. Kragt had als opdracht meegekregen om een vluchtlijn voor neergestorte geallieerde piloten op te zetten.
Doordat Kragt zijn zender had verloren was het niet mogelijk om de gegevens van geallieerde piloten in Engeland te verifiëren. Dat was nodig omdat de Duitsers soms ook verraders er op uit stuurden die zich voordeden als piloten en zodoende de hele vluchtlijn konden oprollen. Uiteindelijk kwamen Kragt en Piller in contact met een andere geheim agent Garrelt van Borssum Buisman. Tot dienst arrestatie in februari 1944 kon er van zijn zender gebruik worden gemaakt. Kort daarna kreeg Kragt de beschikking over een eigen zender.
Van den Boogert was intussen in oktober 1943 aangehouden. Kragt en het gezin Piller, met een Joods jongetje dat tijdens de oorlog bij hen was ondergedoken, verlieten Emst overhaast en vonden onderdak in Barneveld. Via een postbode en een betrouwbare politieman hadden Kragt en Piller de beschikking over vijftig adressen, vooral in de omgeving van Kootwijkerbroek, waar tijdelijk piloten konden worden ondergebracht. De piloten bereikten hen weer met name via de kanalen van de LO. Kragt zette in Maastricht de groep-De Vrij op. Langs deze lijn werden minstens honderdtwintig piloten naar België afgevoerd.

### Operatie Pegasus II
Na de voor de geallieerden verloren Slag om Arnhem in september 1944 waren er in de regio veel Britse parachutisten achtergebleven. Kragt en Piller speelden een sleutelrol bij Operatie Pegasus II in november 1944. Tijdens deze operatie wilde het verzet een groot aantal Britse militairen en neergestorte piloten dwars door de Duitse linies heen smokkelen richting bevrijd gebied. Samen met onder andere de geheim agent Abraham du Bois waren Kragt en Piller verantwoordelijk voor het verzamelen van de geallieerde militairen. Piller nam zelf niet deel aan de crossing en dat was maar goed ook, aangezien een groot aantal van de deelnemers door de Duitsers werd gepakt. Slechts een handjevol bereikte de overkant van de Rijn. Vervolgens werd er een lijn naar Werkendam in de Biesbosch opgezet, waar een andere verzetsgroep achtergebleven Britse soldaten naar het bevrijde gebied van Brabant overzette. (Zie ook het boek van Lipman Kessel: Surgeon at Arms)

### Bevrijding
Piller ontsnapte in april 1945 via de Biesbosch naar bevrijd gebied. Hij werd naar Engeland overgebracht om daar te helpen bij de verbetering van de ontsnappingsorganisatie. Hij kon weinig meer bijdragen, omdat de oorlog in Europa bijna ten einde liep. Onder zijn schuilnaam Joop van Amstel keerde hij als kapitein bij de Canadese Field Security met de bevrijdingstroepen mee terug naar Nederland. Hij maakte vervolgens de overstap naar het Militair Gezag en zette het Bureau Bestrijding Vermogensvlucht op. Samen met enkele anderen maakte hij jacht op zwarthandelaren en fraudeurs.

### Ontmaskering meestervervalser Han van Meegeren
Daarna werd Piller opgenomen in de staf van prins Bernhard. Met instemming van minister van Financiën Piet Lieftinck haalde hij uit Duitsland 64.000 spindoppen terug die de Duitsers bij de AKU in Arnhem hadden geroofd, zonder deze spindoppen kon de kunststoffenfabriek niet weer beginnen te draaien. Een andere opzienbarende actie was de arrestatie van kunstschilder Han van Meegeren. Van Meegeren bekende in eerste instantie dat hij een werk via een door Duitse kunsthandel (de voormalige Kunsthandel Goudstikker) een schilderij had verkocht dat aan de collectie van Göring. Maar zo zei hij dit schilderij was een vervalsing van een Vermeer. In de loop van zijn verhoren bekende Van Meegeren een groot aantal schilderijen te hebben vervalst, onder andere de beroemde Emmaüsgangers dat ook aan Johannes Vermeer werd toegeschreven en al voor de oorlog door het Rotterdamse Boymans van Beuningen Museum is gekocht. Tijdens de oorlog verkocht Van meegeren zijn vervalsingen voor veel geld aan nazi-kopstukken, dit was de reden dat hij door Piller werd onderzocht.

### Naoorlogse jaren
Na de oorlog begonnen Piller en zijn vrouw in Amsterdam Harmony, later Piller Fashion genoemd, een fabriek in damesmode, vooral japonnen. In 1976 verhuisde het echtpaar naar Mallorca, al waar beiden overleden.

## Persoonlijk
Samen met zijn vrouw kreeg Piller vier kinderen, waarbij de jongste als baby overleed. Van de Amerikaanse regering ontving Piller de Medal of Freedom (met gouden palm), terwijl de Britten hem onderscheiden met de Orde van het Britse Rijk. Van de Nederlandse regering kreeg hij het Bronzen Kruis en het Oorlogsherinneringskruis.
Vader Coenraad (1877-1943), moeder Rebecca (1891-1943) zijn halfzus Judith (1900-1943) en haar gezin en het nichtje Elisabeth Polk (1929-1943), dochter van een andere zuster, verloren allemaal het leven in de nazi-concentratiekampen in Polen.